# Theophrastaceae
Theophrastaceae is een botanische naam voor een voormalige familie van tweezaadlobbige planten. Een familie onder deze naam werd universeel erkend door systemen voor plantentaxonomie, en zo ook door het APG-systeem (1998) en het APG II-systeem (2003). In het Cronquist-systeem (1981) werd de familie in de orde Primulales geplaatst.
In het APG III-systeem (2009) werden de leden van deze familie opgenomen in de sleutelbloemfamilie (Primulaceae (sensu lato)).
Het ging om een familie van meest heesters en bomen, waarvan net grootste deel enkel in de tropen van de Nieuwe Wereld voorkwamen.
Tropische geslachten waren:
- Clavija
- Deherainia
- Jacquinia
- Theophrasta

Het geslacht Samolus werd hier soms bij ingedeeld: dit heeft een veel groter verspreidingsgebied en is in Nederland vertegenwoordigd met de Waterpunge (Samolus valerandi). In de 23e druk van de Heukels wordt dit geslacht ingedeeld bij de sleutelbloemfamilie (Primulaceae) .